# Armasj
Armasj (armeniska: Արմաշ) är en ort i Armenien. Den ligger i provinsen Vajots Dzor, i den centrala delen av landet, 50 kilometer sydost om huvudstaden Jerevan. Armasj ligger 832 meter över havet och antalet invånare är 2 434.
Terrängen runt Armasj är varierad. Närmaste större samhälle är Ararat, 11,5 kilometer nordväst om Armasj. 
Trakten runt Armasj består i huvudsak av gräsmarker. Runt Armasj är det ganska tätbefolkat, med 116 invånare per kvadratkilometer.